# Claude Trudel
Pour les articles homonymes, voir Trudel.
Claude Trudel (né le 2 mars 1942 à Montréal - ) est un homme politique québécois. Il est député de Bourget de 1985 à 1989, sous la bannière du Parti libéral du Québec. Il est maire de l'arrondissement de Verdun (à Montréal) de 2005 à 2012.

## Biographie
Claude Trudel est diplômé en droit de l'Université de Montréal en 1967 et admis au Barreau du Québec en 1968. Il poursuit des études postuniversitaires à la London School of Economics (Angleterre), où il obtient une maîtrise en 1969. Il entreprend une scolarité de doctorat en droit en 1970.
De 1965 à 1967 il est secrétaire de comté adjoint de Paul Gérin-Lajoie. De juin à septembre 1968, il est avocat à l'emploi du cabinet Geoffrion et Prud'homme de Montréal. Il est adjoint de recherche de Robert Bourassa, alors chef de l'opposition officielle en 1970. Il est également secrétaire administratif du premier ministre du Québec de mai 1970 à juillet 1973, puis chef de cabinet adjoint du premier ministre du Québec d'août 1973 à février 1975. De 1975 à 1979, il occupe le poste de sous-ministre adjoint au ministère des Affaires culturelles du Québec, responsable du secteur des arts et lettres.
Claude Trudel s'implique dans le milieu de l'éducation en étant président-directeur général du Centre éducatif et culturel de Montréal et éditeur de manuels scolaires. Il est président du conseil d'administration et membre du comité administratif du Centre hospitalier Sainte-Jeanne-d'Arc de Montréal.
En 1981, il est président de la Société de développement du livre et du périodique. Il est également membre du bureau de la Société des éditeurs de manuels scolaires du Québec de 1980 à 1985 et membre du Conseil des arts de la Communauté urbaine de Montréal à partir de décembre 1980. Il est membre du comité exécutif de ce conseil à compter de janvier 1982.

## Carrière politique
Claude Trudel a été, de 1985 à 1989, le député libéral de Bourget à l'Assemblée nationale du Québec. En 2001, il est élu conseiller municipal de la ville de Montréal au sein de l'Équipe Tremblay - Union Montréal. Il a été réélu en 2005 au poste de maire de l'arrondissement de Verdun et a été nommé leader de la majorité au conseil municipal et président de la Société de transport de Montréal (STM). Il est à nouveau élu à titre de maire de l'arrondissement de Verdun lors de l'élection municipale de Montréal du 1er novembre 2009. Il est nommé par la suite au Comité exécutif de Montréal où il a la responsabilité de la sécurité publique. Il a donné sa démission le 4 décembre 2012, à la suite du départ précipité de Gérald Tremblay, chef du parti, le 5 novembre 2012.
Le fonds d'archives de Claude Trudel est conservé au centre d'archives de Montréal de Bibliothèque et Archives nationales du Québec.